# دييغو كاراسكو
دييغو كاراسكو (بالإسبانية: Diego Carrasco)‏ هو ملحن وعازف قيثارة ومغني إسباني، ولد في 1954 في شريش في إسبانيا.

## وصلات خارجية
- دييغو كاراسكو على موقع IMDb (الإنجليزية)
- دييغو كاراسكو على موقع ميوزك برينز (الإنجليزية)
- دييغو كاراسكو على موقع أول ميوزيك (الإنجليزية)
- دييغو كاراسكو على موقع ديسكوغز (الإنجليزية)
- دييغو كاراسكو على موقع قاعدة بيانات الفيلم (الإنجليزية)